# (8709) Кадлу
(8709) Кадлу (лат. Kadlu) — околоземный астероид из группы Амура (III), который был открыт 14 мая 1994 года американскими астрономами Кэролин и Юджином Шумейкерами в Паломарской обсерватории и назван в честь Кадлу, одной из трёх эскимосских богинь грозы. 
- Орбита астероида Кадлу и его положение в Солнечной системе